# Prix Münchhausen
Pour les articles homonymes, voir Münchhausen.
 (août 2023).
Si vous disposez d'ouvrages ou d'articles de référence ou si vous connaissez des sites web de qualité traitant du thème abordé ici, merci de compléter l'article en donnant les références utiles à sa vérifiabilité et en les liant à la section « Notes et références ».
Le prix Münchhausen (en allemand : Münchhausen-Preis) est un prix annuel institué en 1997 à l'occasion du 200e anniversaire de la mort de Karl Friedrich Hieronymus, baron de Münchhausen.
Remis en mai à Bodenwerder (Basse-Saxe), la ville natale du baron, le prix est décerné à une personnalité pour honorer son talent particulier dans l'art de parler ou de présenter, soit dans la littérature ou les arts visuels, la fantasy et la satire, et cela à la manière du Baron.

## Récipiendaires

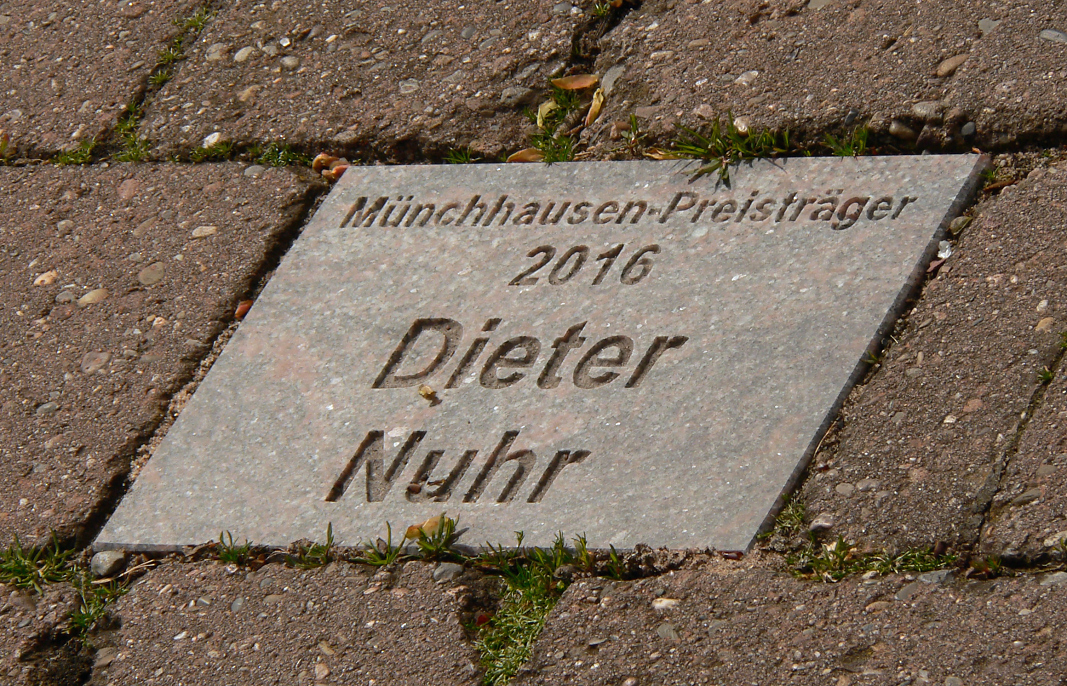
Plaque de Dieter Nuhr.

- 1997 : Dieter Hildebrandt
- 1998 : Wolfgang Völz
- 1999 : Werner Schneyder
- 2000 : Norbert Blüm
- 2001 : Ephraim Kishon
- 2002 : Evelyn Hamann
- 2003 : Bruno Jonas
- 2004 : Wolfgang Stumph
- 2005 : Rudi Carrell
- 2006 : Günter Willumeit
- 2007 : Tony Marshall  (chanteur)
- 2008 : Jürgen von der Lippe
- 2009 : Emil Steinberger (acteur)
- 2010 : Götz Alsmann
- 2011 : Eckart von Hirschhausen
- 2012 : Herman van Veen
- 2013 : Frank Elstner
- 2014 : Dieter Hallervorden
- 2015 : Annette Frier
- 2016 : Dieter Nuhr